# 도이시촌
도이시촌(戸石村)은 나가사키현 기타타카키군에 설치된 촌이다. 